# Papyrus d'El-Lahoun
Les papyrus d'El-Lahoun (appelés auparavant de Kahun, quartier du village de Lahoun), parfois orthographiés Illahoun, auraient été écrits approximativement vers 1850 av. J.-C., à la fin de la XIIe dynastie et le début de la XIIIe dynastie égyptienne. Les papyrus se trouvent aujourd'hui dans le musée Petrie d'archéologie égyptienne à l'university College de Londres. À part des lettres et des textes comptables ils comprennent, entre autres, des hymnes au pharaon Sésostris III, un traité de gynécologie, de médecine vétérinaire et des fragments d'un traité de mathématiques.

## Textes littéraires
Le papyrus de Kahoun date du milieu de la XIIe dynastie (env. 1850 avant l’ère commune). Il figure parmi les papyrus antiques les plus connus dont l'original est le plus ancien. Il a été retrouvé à Illahoun en fragments multiples. La première colonne a été retrouvée déchirée et recollée avec des bouts de papyrus. La seconde colonne est perforée d'un grand trou au milieu alors que la troisième est déchirée en quarante-deux fragments. Le travail empirique de restauration a été effectué par Griffith.

## Textes médicaux
Les papyrus de Kahun constituent le plus ancien traité de médecine connu et datent d’environ 2 000 ans avant notre ère, on y trouve la première description de l’impuissance érectile. Les troubles de l’érection y sont décrits selon deux types nosographiques : « l’homme est incapable d’accomplir l’acte sexuel » ; soit de façon naturelle, soit de façon surnaturelle, par charme ou maléfice.
Dans la première et deuxième colonne, on trouve dix-sept paragraphes relatifs à des sujets gynécologiques. Aucune chirurgie n'est prescrite, rien que des fumigations, des pâtes et des applications vaginales. On peut rapprocher cette partie des papyrus Ebers et du Ramessum. La troisième colonne comporte dix-sept pronostics obstétriques assimilables au verso du papyrus de Berlin. Ensuite, une section vétérinaire y figure en hiéroglyphes. Il s'agit habituellement d'une écriture réservée aux textes religieux mais ici on peut faire l'hypothèse que son ancienneté prévaut sur le style choisi. Aucun des paragraphes de ce papyrus n'est complet cependant il y a les premières bases de notre connaissance de la gynécologie.

## Textes mathématiques
- Papyrus UC 32118B. Un petit fragment qui contient la fin d'un problème et le début d'un autre. Le second contient la phrase insolite « Tu y ajouteras 1/4 pour toujours (r nḥḥ) »[3].
- Papyrus UC 32134A (anciennement Kahoun LV.3). Un problème qui demande à trouver une quantité, telle que si l'on y ajoute une fraction donnée d'elle-même (avec quelquefois, comme ici, aussi l'ajout d'une constante donnée), le résultat est un nombre donné. Ce problème est typique d'une classe de problèmes qu'on trouve dans le papyrus Rhind (problèmes 24-34) et dans le papyrus de Moscou (problèmes 19 et 25)[4],[5].

Reformulé en termes algébriques modernes il s'agit de trouver une quantité x telle que:
{\displaystyle x+ax+b=c,}
où a est une fraction, b et c sont des nombres.
- Papyrus UC 32159 (anciennement Kahoun IV.2). Un tableau qui donne la représentation des nombres de la forme 2/n en termes de la somme des « fractions égyptiennes ». Une version plus complète de ce tableau de fractions est donnée au début du papyrus Rhind[4],[6].
- Papyrus UC 32160 (anciennement Kahoun IV.3). Il y a deux problèmes sur ce fragment :
  1. Calcul du volume d'un grenier cylindrique, utilisant la méthode du problème 43 du papyrus Rhind[7], où le scribe utilise une procédure qui détermine la capacité (en mesure-khar) du grenier à partir de son diamètre et sa hauteur (en coudée royale).
En notation moderne algébrique, avec volume V, diamètre d et hauteur h, la procédure est équivalente à la formule :
{\displaystyle V=((1+1/3)d)^{2}\ (2/3\ h)={\frac {32}{27}}\ d^{2}\ h.}
  2. Des nombres en progression arithmétique, probablement dans le contexte d'un problème de distribution de rations à un groupe d'hommes semblable au problème 64 du papyrus Rhind[4],[8],[9].
- Papyrus UC 32161 (anciennement Kahoun XLV.1). Un groupe de très grands nombres (centaines de milliers), utilisant le système multiplicatif pour les écrire[4],[10].
- Papyrus UC 32162 (anciennement Kahoun LV.4). Ce fragment contient le titre du papyrus, « Méthode du calcul des comptes », et les restes de deux problèmes:
  - Division d'un rectangle en 10 petits rectangles ayant un rapport donné entre la longueur et la largeur[4],[11].
  - Calcul du taux de travail d'un chasseur ou d'un élèveur de volaille (voir le papyrus Rhind, problème 67 et papyrus de Moscou, problème 11)[4],[12],[13].